# Daniel Didavi
Daniel Didavi, né le 21 février 1990 à Nürtingen, est un footballeur professionnel allemand. Il évolue au poste de milieu offensif.

## Biographie

### Carrière
Le 29 juin 2018, il retourne au VfB Stuttgart après deux années à Wolfsburg.

### Vie privée
Daniel Didavi est né d'un père béninois et d'une mère allemande.

## Palmarès
Vierge